# کرسا سویج
کرسا سویج (انگلیسی: Caressa Savage؛ زادهٔ ۱۴ ژوئیهٔ ۱۹۶۶) نام هنری بازیگر پورنوگرافی و مدل برهنه پیشین آمریکایی است که در بین حدود ۱۹۹۵ تا ۲۰۰۵ در بیش از ۱۷۰ فیلم پورنوگرافی بازی کرد. وی بیشتر در صحنه‌های لزبین و دختر/دختر حضور داشت.